# Le Mystère de la chambre jaune
Pour les articles homonymes, voir Le Mystère de la chambre jaune (homonymie).
Le Mystère de la chambre jaune est un roman policier de Gaston Leroux, paru en 1907. Il s'agit de la première aventure du jeune reporter Joseph Rouletabille.

## Historique
Publiée pour la première fois en douze livraisons dans le supplément littéraire de L'Illustration du 7 septembre au 30 novembre 1907, l'œuvre est reprise en volume non illustré en janvier 1908 chez Pierre Lafitte ; l'année suivante, face au succès, une nouvelle édition ressort illustrée par Édouard Loëvy et José Simont. Il s'agit de l'un des modèles des romans dits d'« énigme en chambre close ».
« Leroux, qui voulait faire mieux que Conan Doyle et plus complet que Poe, a construit une intrigue à la rigueur géométrique qui sera admirée par Agatha Christie ». Par le truchement d'Hercule Poirot, la romancière anglaise fait l'éloge du roman de Gaston Leroux dans Les Pendules. Dans Trois cercueils se refermeront de l'auteur américain et grand spécialiste des énigmes de chambre close John Dickson Carr, c'est au tour du Dr Gideon Fell de rendre hommage à l'œuvre de Leroux.
Mais au-delà de son intrigue, le grand succès remporté par Le Mystère de la chambre jaune tient également aux quelques éléments poétiques, voire absurdes, qui émaillent le récit et furent encensés par les surréalistes et par Jean Cocteau, auteur pour le roman de Leroux d'une préface dithyrambique.

## Résumé
Le jeune journaliste Rouletabille, réputé pour avoir démêlé de difficiles énigmes, se rend en compagnie de son ami l’avocat Sainclair, le narrateur de l’histoire, au château du Glandier, pour y éclaircir une agression. Le château appartient au professeur William Stangerson, physicien renommé qui y mène des expériences avec sa fille, Mathilde, la victime du crime. Celle-ci a été retrouvée plus morte que vive dans la chambre peinte en jaune adjacente au laboratoire, deux pièces d'un pavillon situé dans le parc du château, dont la porte est fermée de l’intérieur et les volets clos. Les Stangerson sont revenus de Philadelphie il y a quinze ans pour poursuivre leurs recherches en France.
Rouletabille parvient à pénétrer dans le domaine du Glandier, où l'agression a eu lieu, grâce à une phrase énigmatique (« Le presbytère n’a rien perdu de son charme, ni le jardin de son éclat »), qui lui permet de gagner la confiance de Robert Darzac, le fiancé de la victime. Il entre alors en compétition avec Frédéric Larsan, habile enquêteur de la police française déjà sur place. Découverts tout habillés le soir de l'agression, les concierges sont les premiers suspects. Rouletabille parvient à les innocenter en leur soutirant la vérité : le couple s'adonnait au braconnage sur les terres du professeur Stangerson.
Peu après cet éclaircissement, Darzac passe une nuit à Paris. Rouletabille craint que l'agresseur ne tente d'achever ce qu'il n'a pas réussi la première fois. Il essaie de surprendre le coupable, mais alors que lui Larsan et le père Jacques, vieux serviteur de la famille Stangerson, le poursuivent dans un couloir du château, le malfaiteur se volatilise. C'est l'énigme de la « galerie inexplicable ». Après d'autres nombreux rebondissements où, notamment, l'Homme vert, garde forestier du professeur, est assassiné lors d'une seconde agression contre la fille de celui-ci, Frédéric Larsan abat ses cartes et fait inculper et arrêter Robert Darzac, qui ne fait rien pour se défendre, et Mathilde Stangerson se rétablit mais ne veut rien dire. Rouletabille, qui soupçonne que Darzac a des motifs secrets pour se taire ainsi, part enquêter aux États-Unis.
Rouletabille ne donne aucun signe de vie jusqu’au procès de Darzac, deux mois et demi plus tard, qu’il interrompt spectaculairement. Après avoir réclamé un délai de plusieurs heures, le jeune reporter accuse Larsan d’être non seulement l’agresseur mais aussi un bandit célèbre et présumé mort nommé Ballmeyer, qui se cache derrière une fausse identité. Larsan a mis à profit le délai réclamé par Rouletabille, qui l'avait averti discrètement, pour déguerpir et admet ainsi sa culpabilité. Darzac est acquitté. L'énigme de la chambre jaune est expliquée ainsi : Ballmeyer, amoureux de Mathilde Stangerson, l'avait brutalisée dans l'après-midi, mais elle avait caché les traces de l'agression et s'était enfermée avant de sombrer dans un sommeil agité au cours duquel elle avait heurté sa tempe contre le coin de sa table de nuit, ce qui a causé la plus grave des blessures. Les disparitions ultérieures de l'agresseur s'expliquaient naturellement par le fait qu'il était l'un des poursuivants.  
Rouletabille refuse d'expliquer à la cour le fin mot de l'histoire, mais Sainclair le relate directement, plusieurs années s'étant écoulées. Dans sa jeunesse, aux États-Unis, Mathilde Stangerson, séduite par Ballmeyer, l'avait épousé en secret, mais son mari avait été arrêté par la police peu après. Découvrant son identité véritable, elle avait caché toute l'histoire à son père à qui elle s'était ensuite dévouée entièrement par honte et par remords. Ballmeyer, qui avait la prétention de la reconquérir et était incapable de supporter l'annonce de ses fiançailles avec Darzac, avait ainsi pu la faire chanter pour exiger des entrevues et, sous le personnage de Larsan, qu'il avait adopté depuis quatre ans pour s'introduire à la Sûreté, tenter de faire condamner son rival.

## Structure du récit
Raconté à la première personne par Sainclair, un ami du héros Joseph Rouletabille, le roman relate l'enquête policière et la recherche de la vérité. 
La suite de ce roman, Le Parfum de la dame en noir, reprend en bonne partie la même galerie de personnages et sera le théâtre d'autres faits étranges et d'autres révélations.

## Personnages
- Joseph Joséphin, dit Rouletabille : jeune reporter âgé de 18 ans.
- M. Stangerson : professeur et père de Mathilde Stangerson. Ce chercheur a d’abord travaillé sur la radiographie et s’est ensuite intéressé à la dissociation de la matière. Sa fille l'assiste dans ses travaux scientifiques.
- Mathilde Stangerson : fille du professeur. Lorsqu’elle vivait en Amérique, elle s’est mariée à Jean Roussel et a eu, chez sa tante, un garçon qu’elle a abandonné. Elle a trente-cinq ans et refuse de se marier. Elle est la victime de la chambre jaune.
- Robert Darzac : fiancé de Mathilde Stangerson. Auparavant, professeur de physique.
- Sainclair : narrateur, avocat et ami de Rouletabille.
- Frédéric Larsan : enquêteur célèbre à qui on attribue la résolution de l'affaire des lingots d’or de l’Hôtel de la Monnaie et l’arrestation des forceurs de coffre du Crédit Universel.
- M. de Marquet : juge d'instruction, c'est un noble vieillard prétentieux.
- M. Maleine : greffier du juge d'instruction.
- Les Bernier : concierges des Stangerson.
- Père Jacques : vieux serviteur de la famille Stangerson, à laquelle il est très attaché.
- « L’Homme vert » : amant de Mme Mathieu et garde forestier des Stangerson.
- Mère Agenoux : personne solitaire qui habite une cabane au cœur de la forêt.
- Père Mathieu : hôte de l'Auberge du donjon.
- Mme Mathieu : épouse du père Mathieu et maîtresse de l'homme vert.
- Arthur Rance : phrénologue américain, admirateur éconduit de Mathilde Stangerson qui a sombré dans l'alcool.

## Le château du Glandier

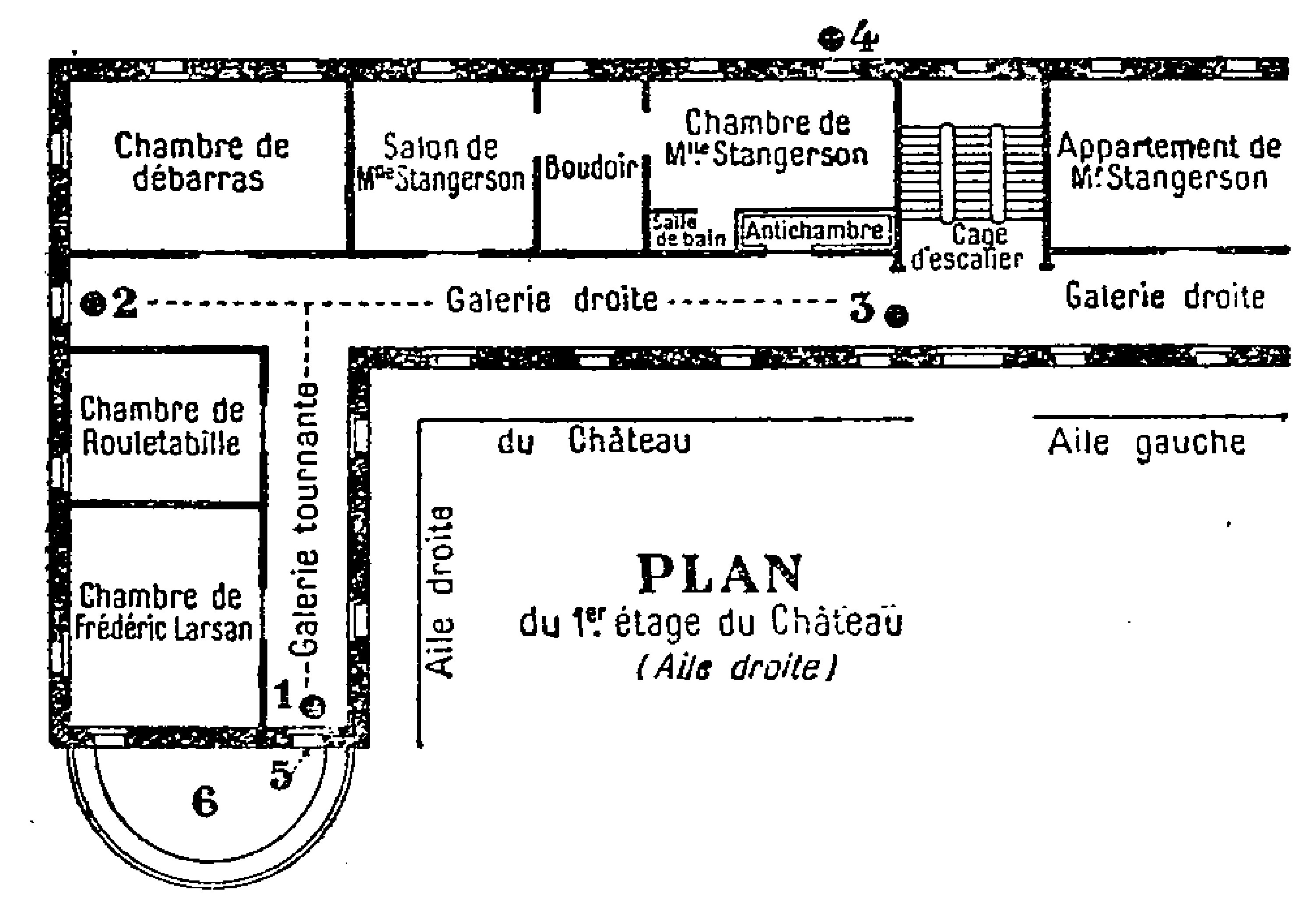
Plan du 1er étage du château.

Le château du Glandier, lieu du crime, se trouve en Île-de-France. Il est situé au cœur de la forêt près de la route qui mène à Sainte-Geneviève-des-Bois et Montlhéry (p. 49 du chap. 4).
Le château est dominé par un donjon au toit pointu avec une lanterne. Dépassant les arbres de la forêt, la tour et le donjon semblent se raconter les histoires depuis Louis XIV. Le château est relié au donjon par un vieux mur (p. 50 du chap. 4).
- Extérieur : l’auberge du donjon est une vieille masure aux poutres noircies par le temps. Sa grande porte aux armatures de bois est décorée avec des « x » et des « v », eux aussi en bois. Le toit a légèrement glissé de ses appuis comme une casquette glisse du front de son propriétaire. Au-dessus de la porte se trouve une enseigne sur laquelle est dessiné un donjon au toit pointu avec une lanterne comme le donjon du château (p. 124 et 125 du chap. 10).

- Intérieur : la pièce est grande. Il s'y trouve deux grandes tables de bois et une cheminée. Au-dessus de la cheminée se trouve une tablette avec des pots et cruches en grès et faïence. Sur le comptoir sont posées des bouteilles de sirop et d’alcool. Trois grandes fenêtres donnent sur la route de Sainte-Geneviève-des-Bois. Il y a également un chromo-réclame sur un des murs (p. 124 et 125 du chap. 10).

- Le pavillon

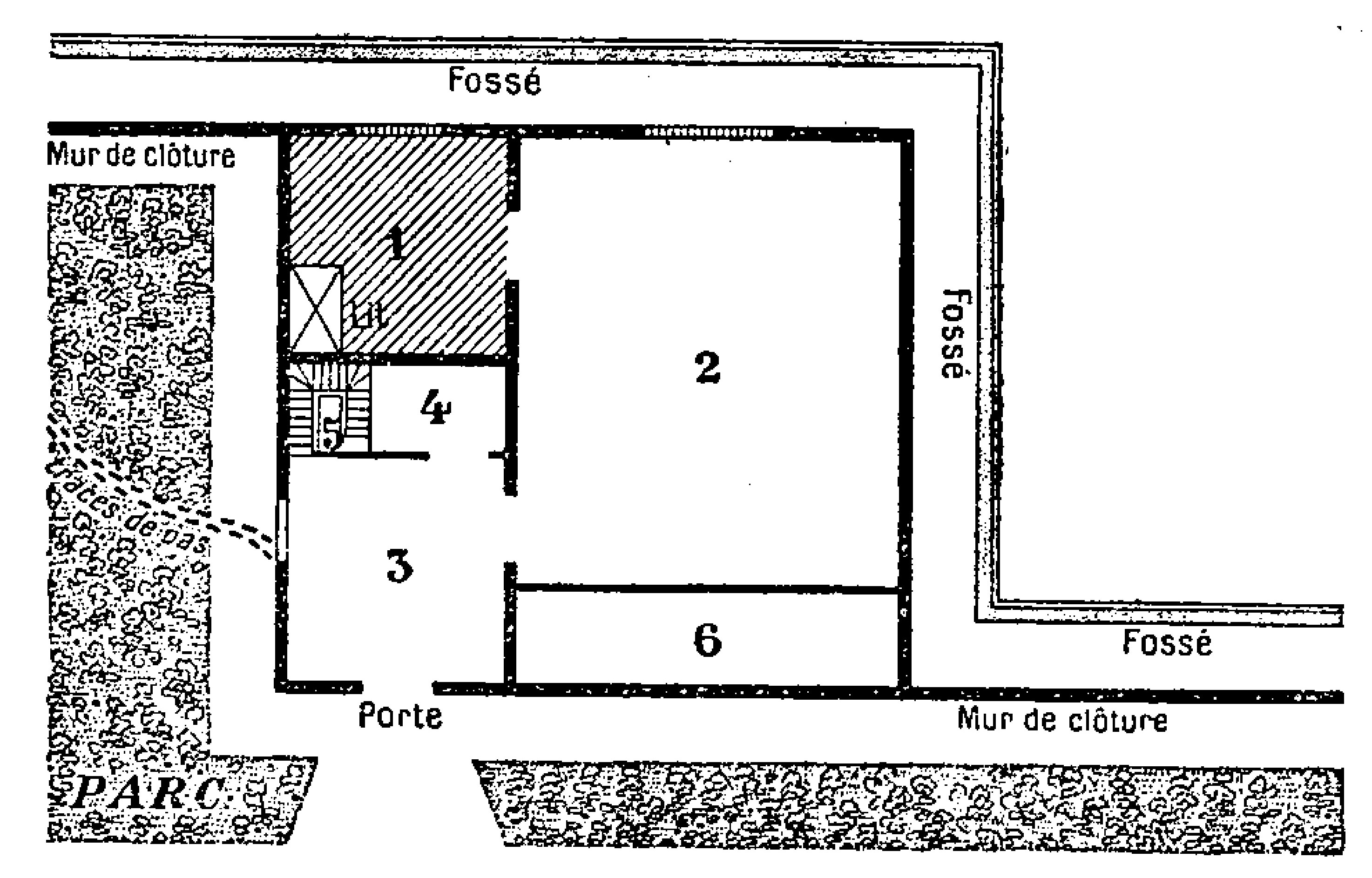
Plan du pavillon.

  - Le laboratoire : c’est la plus grande pièce du pavillon. Il est carrelé et dispose de nombreuses armoires et de tables recouvertes de fioles et de pots pour les expériences. Il dispose aussi d’une grande cheminée qui sert de fourneau pour les expériences scientifiques de M. Stangerson et de sa fille, de creusets et de fours ainsi que de cornues qui ont le même rôle.Il y a enfin un bureau près de la porte de la chambre jaune (p. 81 et 82 du chap. 6).
  - Le vestibule : il est carrelé et donne sur les toilettes (lavatory en anglais dans le texte) et le laboratoire. Il y a trois marches à l’entrée (p. 73 du chap. 6).
  - Les toilettes : elles sont, comme les autres pièces, carrelées et comportent une porte vitrée (p. 79 du chap. 6).
  - La chambre jaune : son plancher est recouvert d’une natte jaune qui couvre presque toute la pièce. Les murs sont de couleur safran. La chambre jaune est le lieu du crime. Elle est meublée d'un lit au sommier de fer, d'une table ronde en son centre, de deux chaises, d'une table-toilette et d'une veilleuse sur une table de chevet (p. 87 du chap. 7).
- Les jardins du domaine du Glandier : le domaine du Glandier est entouré d’un grand mur de pierres. Pour y entrer il faut passer par une grille de fer. Le domaine est recouvert de chênes centenaires. Le château est entouré de douves. Près du château, sous l’ombre du donjon, se trouve la tombe de Sainte-Geneviève-des-Bois qui est décorée de myosotis. Un peu plus loin, il y a un puits qui, selon la légende, contient une eau miraculeuse et juste à côté du puits se trouve une statue de Sainte-Geneviève-des-Bois. Au pied de la statue sont déposés les chaussons ou les bonnets des enfants que l’eau du puits a sauvés. Le pavillon se situe à 300 mètres du château. Le chemin qui y mène est noir de boue, de bourbe et de feuilles mortes. Le pavillon est dans une partie du domaine appelé « La Chênaie». Celle-ci est constituée de petits bosquets qui se trouvent entre les grands chênes. Les chemins qui serpentent dans le bois sont faits de gravier. Il y a aussi un point d’eau près du pavillon. Le pavillon a les murs blancs et est entouré de fossés. (p. 50 du chap. 4, p. 57 du chap. 5, p. 70 et 71 du chap. 6).

## Adaptations

### Au cinéma
- 1913 : Le Mystère de la chambre jaune, film muet de Maurice Tourneur, avec Marcel Simon dans le rôle de Joseph Rouletabille ;
- 1919 : Le Mystère de la chambre jaune (The Mystery of The Yellow Room), film américain d'Émile Chautard, avec Lorin Raker dans le rôle de Joseph Rouletabille ;
- 1930 : Le Mystère de la chambre jaune, film français de Marcel L'Herbier, avec Roland Toutain dans le rôle de Joseph Rouletabille ;
- 1949 : Le Mystère de la chambre jaune, film français d'Henri Aisner, avec Serge Reggiani dans le rôle de Joseph Rouletabille ;
- 2003 : Le Mystère de la chambre jaune, film français de Bruno Podalydès, avec Denis Podalydès dans le rôle de Joseph Rouletabille.

### À la télévision
- 1965 : Le Mystère de la chambre jaune, téléfilm français de Jean Kerchbron, avec Claude Brasseur dans le rôle de Joseph Rouletabille.
- 2014 : L'épisode The Letters of Septimus Noone de la série britannique Jonathan Creek est une référence directe au livre de Gaston Leroux, l'intrigue se déroulant autour d'une adaptation en comédie musicale du livre et où une des comédiennes revit un événement similaire à celui de Mathilde Stangerson

### À la radio
- 1983 : Le Mystère de la chambre jaune, feuilleton radiophonique français de Jean-Jacques Vierne, avec Philippe Nicaud dans le rôle de Joseph Rouletabille.

### Au théâtre
Le Mystère de la chambre jaune est une comédie en 5 actes écrite par Gaston Leroux représentée pour la première fois au Théâtre de l'Ambigü, le 14 février 1912. La pièce reprend pour l'essentiel le roman, mais intègre également quelques épisode du Parfum de la dame en noir. lire en ligne sur Gallica

### En bandes dessinées
Le Mystère de la chambre jaune a été adapté en 1990 au sein d´une série de bandes dessinées consacrée à Rouletabille parue chez Lefrancq, par André-Paul Duchâteau (scénarios) et Bernard Swysen (dessins), dans la collection BDétectives de Claude Lefrancq Éditeur.
Les cinq premiers volumes de la série sont réédités par les éditions Soleil en 2001. Les tomes 2 et 3 sont enfin republiés un seul volume par Emmanuel Proust Éditions en 2008.
En mars 2018 sort une nouvelle adaptation en bande dessinée du Mystère de la chambre jaune par Jean-Charles Gaudin et Sibin Slavković.